# Wheatfield (New York)
Pour les articles homonymes, voir Wheatfield.
Wheatfield est une ville du comté de Niagara, dans l'État de New York, aux États-Unis,. En 2010, elle comptait une population de 18 117 habitants.

## Démographie
Lors du recensement de 2010, la ville comptait une population de 18 117 habitants. Elle est estimée, en 2020, à 18 638 habitants.